# Annette Mehlhorn
Annette Mehlhorn (* 16. März 1958 in Hofheim am Taunus) ist eine deutsche Theologin, Hochschuldozentin und Theaterpädagogin.

## Leben

### Beruflicher Werdegang
Annette Mehlhorn studierte zwischen 1978 und 1984 Evangelische Theologie an der Johann Wolfgang Goethe-Universität Frankfurt am Main und der Ruprecht-Karls-Universität Heidelberg. Nach ihrem zweiten theologischem Examen absolvierte sie von 1988 bis 1991 ein Studium der Spiel- und Theaterpädagogik an der Hochschule der Künste Berlin. Parallel zu ihrer Arbeit als freiberufliche Theaterpädagogin erlangte sie dort 1995 als Stipendiantin der Hessischen Lutherstiftung mit der Arbeit Vorwärts zum Ursprung? Rituelle Aspekte der Theaterarbeit als Spurensuche im Widersinn die Doktorwürde. Ab 1996 arbeitete sie in Frankfurt am Main als Pfarrerin in den Gemeinden Markus und St. Jakob (später zusammengelegt zur Evangelischen Gemeinde Bockenheim), im Jahr 2000 wechselte sie als Studienleiterin zur Evangelischen Akademie Arnoldshain. Anschließend wirkte sie zwischen 2005 und 2013 als Pfarrerin in Rüsselsheim am Main, zeitgleich war sie von 2010 bis 2013 Lehrbeauftragte der Universität Siegen.
Von 2013 bis 2022 leitete sie als Pfarrerin gemeinsam mit einem katholischen Priester die Deutschsprachige Christliche Gemeinde Shanghai (DCGS). Seit August 2022 ist sie theologische Referentin der stellvertretenden hessen-nassauischen Kirchenpräsidentin Ulrike Scherf.
Annette Mehlhorn war Gründungsmitglied und Vorsitzende der interreligiösen und überparteilichen Fraueninitiative Sarah & Hagar e. V., die 2009 mit dem Leonore-Siegele-Wenschkewitz-Preis ausgezeichnet wurde, und Vorsitzende des Bendorfer Forums für ökumenische Begegnung und interreligiösen Dialog.

### Familie
Ihr Großvater mütterlicherseits war der Betriebswirtschaftler und Hochschullehrer Friedrich Henzel (1891–1984). Ihr Vater Richard Mehlhorn (1929–2022) war zwischen 1974 und 1996 Vorstandsmitglied des Bundes der Öffentlich bestellten Vermessungsingenieure. Dessen Schwester, die Kulturanthropologin Erika Haindl (1931–2019), Ehefrau des Künstlers Hermann Haindl (1927–2013), war ihre Tante.

## Veröffentlichungen (Auswahl)
- Vorwärts zum Ursprung? Rituelle Aspekte der Theaterpädagogik als Spurensuche im Widersinn, untersucht an zwei Schauspielmethoden, Berlin 1995. (Dissertation)
- Abgestürzt? Theologie und Kirche im Zeitalter elektronischer Informations- und Kommunikationstechnologie, Frankfurt/Main 2002. (Hrsg.)
- Vergegenwärtigung. Martin Buber als Lehrer und Übersetzer, Berlin 2006. (Hrsg. mit Ansgar Koschel)
- Feministische Theologie. Initiativen, Kirchen, Universitäten – eine Erfolgsgeschichte, Gütersloh 2008. (Hrsg. mit Renate Jost, Claudia Janssen, Gisela Matthiae und Antje Röckemann)
- Füreinander Sorge tragen. Religion, Säkularität und Geschlecht in der globalisierten Welt, Weinheim und Basel 2015. (Hrsg. mit Brigitta Kreß)